# Rhacophorus georgii
Espèce
Statut de conservation UICN

 LC  : Préoccupation mineure
Rhacophorus georgii est une espèce d'amphibiens de la famille des Rhacophoridae.

## Répartition
Cette espèce est endémique d'Indonésie. Sa localité type est Tua Palutal à Sulawesi toutefois la localisation de celle-ci n'est plus possible. A contrario, des observations récentes attestent de sa présence sur l'île de Buton où elle se rencontre jusqu'à 700 m d'altitude.

## Étymologie
Cette espèce est semble-t-il nommée en l'honneur de George Albert Boulenger.

## Publication originale
- Roux, 1904 : Reptilien und Amphibien aus Celebes. Verhandlungen der Naturforschenden Gesellschaft in Basel, vol. 15, p. 425-433 (texte intégral).